# Wittorf
Wittorf là một đô thị của huyện Lüneburg, bang Niedersachsen, Đức. Đô thị này có diện tích 11,99 km².